# Стеблево
Стеблево (понякога Стеблено или Стебльово, на албански: Steblevë или Stebleva, Стеблевъ, на македонска литературна норма: Стеблево, понякога Стебљо или Стебло) е село в Република Албания в областта Голо бърдо, община Либражд, област Елбасан. Селото е населено с българи мюсюлмани и християни

## География
Селото се намира в южната част на Голо бърдо, на западния склон на планинския масив Радук (Радуч), висок 2084 метра. В началото на XX век землището на Стеблево граничи с 12 села. Състои се от три махали - Суска (Селска) мала, Леска (Лешанска) и Дишовци. Селска и Лешанска са разделени от поток. Тези махали се разделят на по-малки родови махали: Райкова, Гаджова, Гинова, Баушова, Джеранова, Цварикова, Агушовска, Бецекова, Муратова, Кучукова, Петрова, Лильовци и други.
В селото има църква „Свети Никола“, а на бърдото западно от селото са руините на църквата „Свети Спас“ или Маркова Добица. Там има и старо гробище и вакъфската Койова шума, гора значително изсечена от италианците по време на окупацията 1919 - 1920 година. Тук към 1940 година е ставал събор на Преображение, като са идвали гости и от други села и на Благовец. При развалините на църквата „Свети Спас“ е и гробът на видния поп Ангел, умрял в 1902 година. Близо до руините на църквата „Свети Спас“ е и местността Градище (Граище), през която минава Бела река. Под Градище е било изчезналото село Сребърново.
Източно от селото има смятан за лековит извор, наречен Света Неделя, около който има букова горичка. На изток е Марков камен, от който извира селската река.
На югоизток от селото е местността Кучево, където традиционно лятно време стеблевци ходят със стоката си и правят колиби.

## История

### В Османската империя
В миналото селото е било в местността Градище. Според местни предания селото е основано от три семейства скотовъдци от село Магарево, Битолско: Райковци, Стевовци и Герановци. От тях населението се увеличава, като много приемат исляма. В 1940 година Миленко Филипович записва история, че в ΧΙΧ стеблевци получават тапия за използване на пашата в планината, която дотогава принадлежи на власи. Тапията е подписана от седем християни и трима мюсюлмани и е издействана от един дервиш от Подгорци. Родът Поповци в Скопие и в Лакаица са потомци на Райковци. Родът Мациновци или Кольовци е основан от беглец от Мартанеш, Долен Дебър, отказал да приеме исляма. Негов пети потомък е бил 75-годишният Тръпко, живеещ към 1940 година в Скопие. Задругата на рода се състояла от 35 души и имала 600 овце, 400 кози, много коне и волове. Голям мюсюлмански род в Стеблево са Петровци с около 60 къщи. Докато били християни, били богати и карали стока на зимуване в Албания. Когато един ден на пролет идват турци да купят джелепа - таксата за паша, става свада между пастирите и заптиите, в която загива едно заптие. Убиецът е осъден на смърт, но приема исляма и е освободен, като уговаря и роднините си да направят същото. Друг мюсюлмански род са Груйовци, които са по потекло от Подгорица. Част от тях се изселват в Пискупщина и запазват православието.
В „Етнография на вилаетите Адрианопол, Монастир и Салоника“, издадена в Константинопол в 1878 година и отразяваща статистиката на населението от 1873 година Стеблео (Stébléo) е посочено като село със 150 домакинства със 150 жители българи и 200 жители помаци.
В 1897 година английският консул Джон Илайджа Блънт пише, че в Стеблево живеят 336 православни българи.
Според статистиката на Васил Кънчов („Македония. Етнография и статистика“) в 1900 година в Стеблево живеят 380 души българи християни и 400 души българи мюсюлмани.
На Етнографската карта на Битолския вилает на Картографския институт в София от 1901 година Стеблево е смесено село българи, помаци, албанци и турци в Дебърската каза на Дебърския санджак със 177 къщи.
По данни на Екзархията в края на XIX век в Стеблево има 40 православни къщи с 224 души жители. По данни на секретаря на екзархията Димитър Мишев („La Macédoine et sa Population Chrétienne“) в 1905 година в Стеблево има 396 българи екзархисти и в селото има българско училище.
Към 1910 година сръбската пропаганда се опитва да се настани в Стеблево. На българския свещеник в селото Миленко Христов са предлагани 40 лири годишна заплата, а на кмета Секула - 20, но и двамата отказват, макар и отец Миленко да е сръбски възпитаник. Сърбоманин става само Стефан Попангело, чийто син е сръбски възпитаник и е учител в горнореканското село Върбен.
Според статистика на вестник „Дебърски глас“ в 1911 година в Стеблево има 53 български екзархийски и 1 патриаршистка къща и 220 помашки къщи. Според Георги Трайчев през 1911/1912 година в Стеблево има 40 български къщи с 224 жители, като фунцкионират църква и училище.
Към 1912 година селото има 350 къщи.
При избухването на Балканската война в 1912 година двама души от Стеблево са доброволци в Македоно-одринското опълчение.

### В Албания
През 1913 година в резултата на войната Стеблево влиза в границите на новосъздадената Албания. При албанските размирици от септември 1913 година на сръбска територия бягат 30 къщи, които заедно с други бежанци от Албания са настанени в турските села Бомово, Коняри и Куки.
В 1915 година, по време на Първата световна война, селото е анексирано от Царство България. Към 1 март 1916 година Стеблево е част от Кленската община на българската Дебърска околия.
Селото изгаря в 1913, 1915 и 1920 година и това е главната причина за разселването на православното му население - предимно в Скопие, а част основава ново село Лакаица, в тази част на стеблевското землище, която остава в Кралството на сърби, хървати и словенци. Православни стеблевци има и в Дебър и Битоля, както и 10 семейства в Солун.
В рапорт на Сребрен Поппетров, главен инспектор-организатор на църковно-училищното дело на българите в Албания, от август 1930 година Стеблено е отбелязано като село със 100 къщи, част от които православни българи, а останалите българи мохамедани.
В 1939 година Петре Станков от името на 9 български къщи в Стеблево подписва Молбата на македонски българи до царица Йоанна, с която се иска нейната намеса за защита на българщината в Албания - по това време италиански протекторат.
В 1940 година Миленко Филипович пише, че Стеблево е голямо смесено село на мюсюлмани и православни, като в него има 20 семейства „православни сърби“.
Падането на режима на Енвер Ходжа и демократизацията в Албания в началото на 90-те години съсипва традиционния поминък на жителите на Стеблево - отглеждането на картофи и селото както и цялата област преживява икономически колапс и много от жителите му мигрират към големите албански градове.
В резултат на постоянното изселване на християните от селото към България и Северна Македония към началото на 90-те години на XX век в Стеблево са останали 100 мюсюлмански къщи и само около 3-4 християнски с около 500 жители.
До 2015 година селото е център на община Стеблево.

## Личности
Родени в Стеблево
- Божин Танев (1897 - ?), български майстор строител[17]
- Велко Спанчев (1896 - 1944), виден български общественик
- Евтим Митрев (Митров, 1887 - ?), македоно-одрински опълченец, готвач, четата на Гоце Бърдаров, 4 рота на 14 воденска дружина[18]
- Есат Муслиу (р. 1946), албански режисьор
- Трифон Манолов (? - 1906), български революционер
- Хаджи Пируши (р. 1949), председател на културната асоциация на българите в Голо бърдо „Просперитет Голо бърдо“
- Хазиз Лила (1867 - 1915), албански просветен деец
- Харалампи Панов Блажев (1888 – 1915), македоно-одрински опълченец, рота на 7 кумановска дружина,[19] загинал през Първата световна война[20]